# Aage Niels Bohr
Aage Niels Bohr, danski fizik, * 19. junij 1922, København, Danska, † 8. september 2009, København.
Bohr je leta 1975 prejel Nobelovo nagrado za fiziko »za odkritje o povezavi med skupnim gibanjem in delčnim gibanjem v atomskem jedru ter za razvoj teorije o zgradbi atomskega jedra, ki temelji na teh povezavah.« Leta 1960 je prejel Heinemanovo nagrado za matematično fiziko.
Bil je dopisni član Hrvaške akademije znanosti in umetnosti.